# Cigánd
Cigánd este un oraș în districtul Cigánd, județul Borsod-Abaúj-Zemplén, Ungaria, având o populație de 3.254 de locuitori (2011).

## Demografie
Componența etnică a orașului Cigánd
     Maghiari (85,74%)
     Romi (13,95%)
     Alții (0,31%)
Componența confesională a orașului Cigánd
     Reformați (54,36%)
     Fără religie (13,55%)
     Romano-catolici (7,31%)
     Greco-catolici (2,37%)
     Necunoscută (22,31%)
     Atei (0,09%)
     Alte religii (2,34%)
Conform recensământului din 2011, orașul Cigánd avea 3.254 de locuitori. Din punct de vedere etnic, majoritatea locuitorilor (85,74%) erau maghiari, cu o minoritate de romi (13,95%).   Din punct de vedere confesional, majoritatea locuitorilor (54,36%) erau reformați, existând și minorități de persoane fără religie (13,55%), romano-catolici (7,31%) și greco-catolici (2,37%). Pentru 22,31% din locuitori nu este cunoscută apartenența confesională.

## Orașe înfrățite
- Aluniș, România
- Biel, Slovacia
- Sobrance, Slovacia